# Villeneuve-de-Marc
Villeneuve-de-Marc is een gemeente in het Franse departement Isère (regio Auvergne-Rhône-Alpes). De plaats maakt deel uit van het arrondissement Vienne. Villeneuve-de-Marc telde op 1 januari 2022 1.162 inwoners. 

## Geografie
De oppervlakte van Villeneuve-de-Marc bedroeg op 1 januari 2022 26,18 vierkante kilometer; de bevolkingsdichtheid was toen 44,4 inwoners per km².

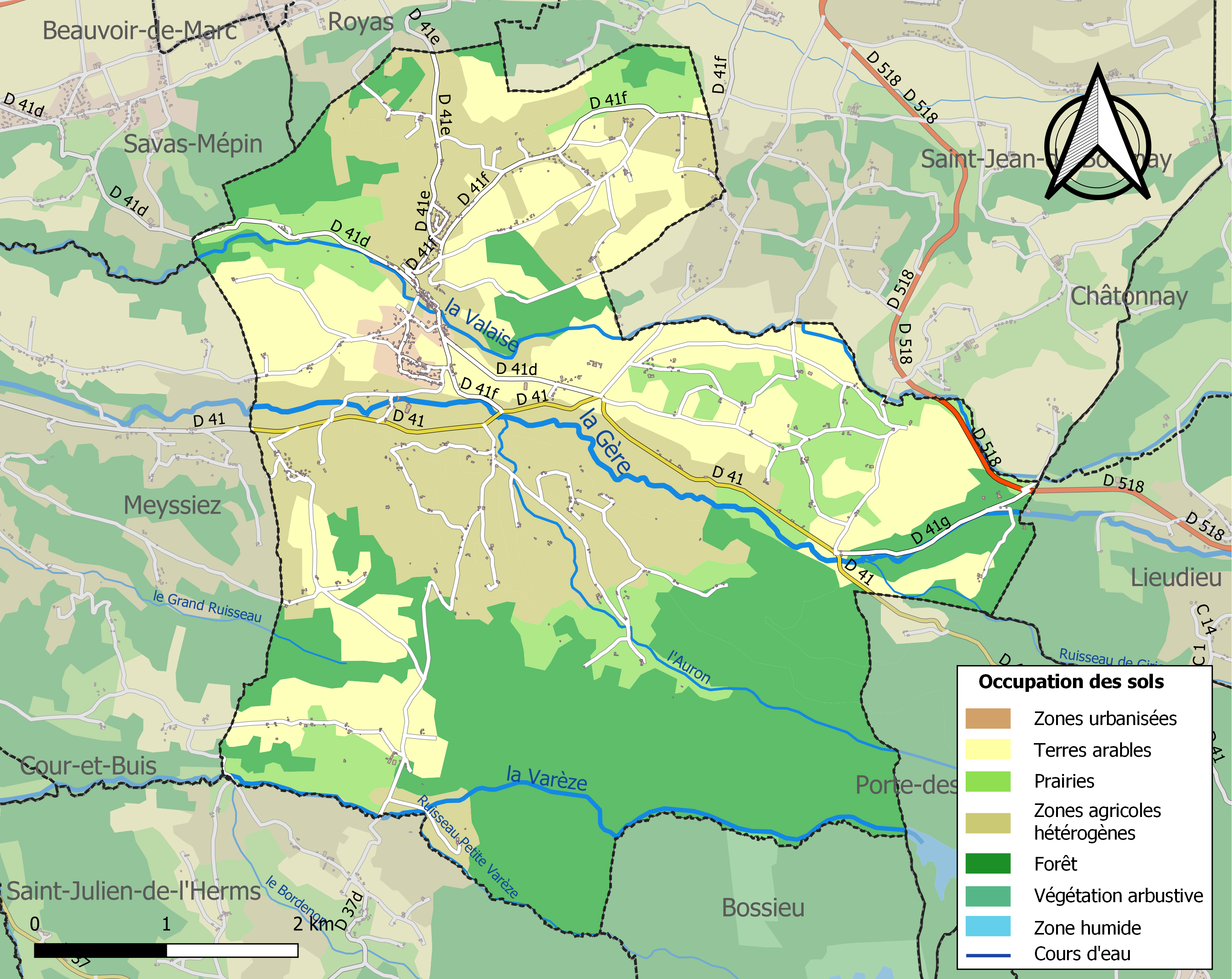
Kaart van de gemeente met de belangrijkste infrastructuur, bodemgebruik en omliggende gemeenten

## Demografie
Onderstaande figuur toont het verloop van het inwonertal (bron: INSEE-tellingen).